# Ваду Лат (Ђурђу)
Ваду Лат (рум. Vadu Lat) насеље је у Румунији у округу Ђурђу у општини Букшани. Oпштина се налази на надморској висини од 90 m.

## Прошлост
Место је било део спахилука Клежани (Ђурђу) чувеног српског милионера, трговца "Капетан Мише" - титуларног мајора Мише Анастасијевића. Купопродаја тог, првог Мишиног спахилука извршена је у два наврата, 1852. и 1856. године по изузетно високој цени од 200.000 царских дуката.

## Становништво
Према подацима из 2002. године у насељу је живело 840 становника, од којих су сви румунске националности.